# ミノル (イギリスの競走馬)
ミノル（Minoru、1906年 - 1917年?）は、アイルランド産のサラブレッドの競走馬、および種牡馬。イギリス国王の所有のもとで、1909年の2000ギニーステークスとダービーステークスに優勝した。

## 経歴
アイルランドのキルデアにあった、ウィリアム・ホール・ウォーカー大佐（後に男爵、 (William Walker, 1st Baron Wavertree) ）の所有する牧場（現在のアイリッシュ・ナショナルスタッド）で生まれた競走馬である。当時のイギリス国王エドワード7世はウォーカーからミノルを含む6頭の馬を借りてその馬主となり、リチャード・マーシュ調教師のもとで競走馬となった。ミノルという名の由来は、日本人の名前であるが、下記の2説がある。
- ホーカーが自分の牧場（前記のアイリッシュ・ナショナルスタッド）の敷地内に日本庭園を造園するために招いた日本人タッサ・イイダ（Tassa Eida）こと飯田三郎の子息であるミノル（実）に由来するというもの。
- 1902年に100メートル競走で10秒24という記録を出したとされる東京帝国大学の学生・藤井實（のちに外交官）に由来するというもの[1]。

アイリッシュ・ナショナルスタッドの公式サイトでは以前、飯田実が由来と記していた。また、後述のカナダのミノルパークにミノルの銅像が建立された際には、飯田実の息子であるブライアン（Brian）が「馬名の由来となった人物の息子」として除幕式に招かれている。
2歳になった1908年にエプソム競馬場でデビュー戦を飾った。初戦で初勝利を挙げるが、以後なかなか勝ち星を掴めず、結果2歳時はデビュー戦以外は4戦とも2着3着どまりに終わっている。この時点では、陣営からはクラシックでは力不足ではないかと踏まれていたが、年が明けての初戦グリーナムステークスでは打って変わってのよい動きを見せて優勝し、マーシュは意見を覆して2000ギニーへの出走に踏み切った。
2000ギニー当日に本命視されていたのは、2歳時に無傷の7連勝を重ねていたバヤルドであった。しかし冬場に体調を崩したまま出走したバヤルドはそれまでの競馬をできずに4着に敗れ、その一方で目下絶好調であったミノルは2着ファラオンに2馬身差をつけて優勝、クラシックの栄冠を手にした。
大一番のダービーステークス当日、ミノルはバヤルドに対して人気で上回ったものの、1番人気に推されたのはアメリカ合衆国からの移籍馬サーマーティンであった。しかしこのサーマーティンがレース中に転倒するという事故が発生し、その前を走っていたため被害を受けなかったミノルと、前にいたサーマーティンに妨害されたバヤルドの明暗を分けることになった。ミノルはその後も前を走り続け、最終的に2着馬ルヴォアをアタマ差で退けて優勝をもぎ取った。
ミノルはその後、セントジェームズパレスステークスとサセックスステークスにも出走して優勝している。しかしその翌戦に迎えた三冠最終戦のセントレジャーステークスでは距離が持たず、バヤルドの優勝を尻目に着外へと沈んでいる。
4歳時はシティ&サバーバンハンデキャップを初戦に選ぶが、着外に終わっている。この1戦の後に馬主であったエドワード7世が没したため、その賃貸契約が打ち切られて引退することになった。

## 引退後
引退後は故郷の牧場に戻り、そこで種牡馬となった。その後の1913年、同じくダービー馬のアボイェールと共にロシア帝国に贈られている。しかしその後1917年にロシア革命が勃発し、以後ミノルがどうなったかはアボイェールともども不明である。反革命派・王党派とみなされ処刑されたとも伝えられる。一方で、両馬がモスクワで馬車馬として使役されていたという噂や、イギリス軍の保護によりセルビアに移送されて同地で過ごしたという噂なども存在する。
ミノルの産駒で最も大きな成果を残した馬が、1913年生の牝馬シリニッシマ (Serenissima) である。同馬は競走馬としては大した成績を残さなかったものの、繁殖牝馬としてチェヴァリーパークステークスなどで優勝したシリーン（Selene 1919年生、牝馬）、1000ギニーとセントレジャーステークスに優勝したトランクィル（Tranquil 1920年生、牝馬）、ゴールドカップ優勝馬のボスワース（Bosworth 1926年生、牡馬）といった優秀な産駒を送り出した。
種牡馬としての後継は残っていないが、前述のシリニッシマの産駒シリーンもまた繁殖牝馬として成功しており、その牝系を通じてミノルの血統は現代に残っている。

## 主な勝鞍
※当時はグループ制未導入
1908年（2歳） 5戦1勝
1909年（3歳） 7戦6勝
グリーナムステークス、2000ギニー、ダービーステークス、セントジェームズパレスステークス、サセックスステークス
1910年（4歳） 1戦0勝

## エピソード
カナダブリティッシュコロンビア州のリッチモンドには、このミノルの名に因んだミノル競馬場が存在した。ダービー制覇と同年に建設されたものであるが、現在においてはすでに廃止されており、陸上競技用トラックに改築されている。名前だけは残っており、現地にはミノルパーク、ミノル大通りなどの地名が残っている。ミノルパークには、2009年にミノルの銅像が建立された。
日本にも1969年の第36回東京優駿2着など活躍した同名のミノルがいた。

## 血統表
| ミノルの血統（ベンドア系（エクリプス系） / Hermit・Chanoinesse 3x4x4=25.00%、 Sterling 4x4=12.50%、 Stockwell 5x5x5=9.38%） | ミノルの血統（ベンドア系（エクリプス系） / Hermit・Chanoinesse 3x4x4=25.00%、 Sterling 4x4=12.50%、 Stockwell 5x5x5=9.38%） | ミノルの血統（ベンドア系（エクリプス系） / Hermit・Chanoinesse 3x4x4=25.00%、 Sterling 4x4=12.50%、 Stockwell 5x5x5=9.38%） | （血統表の出典）     | （血統表の出典） |
| 父 Cyllene 1895 栗毛 イギリス                                                                                               | 父の父Bona Vista 1889 栗毛 イギリス                                                                                         | Bend Or | Doncaster            | Doncaster        |
| 父 Cyllene 1895 栗毛 イギリス                                                                                               | 父の父Bona Vista 1889 栗毛 イギリス                                                                                         | Bend Or | Rouge Rose           |                  |
| 父 Cyllene 1895 栗毛 イギリス                                                                                               | 父の父Bona Vista 1889 栗毛 イギリス                                                                                         | Vista | Macaroni             | Macaroni         |
| 父 Cyllene 1895 栗毛 イギリス                                                                                               | 父の父Bona Vista 1889 栗毛 イギリス                                                                                         | Vista | Verdure              |                  |
| 父 Cyllene 1895 栗毛 イギリス                                                                                               | 父の母Arcadia 1887 栗毛 イギリス                                                                                            | Isonomy | Sterling             | Sterling         |
| 父 Cyllene 1895 栗毛 イギリス                                                                                               | 父の母Arcadia 1887 栗毛 イギリス                                                                                            | Isonomy | Isola Bella          |                  |
| 父 Cyllene 1895 栗毛 イギリス                                                                                               | 父の母Arcadia 1887 栗毛 イギリス                                                                                            | Distant Shore | Hermit               | Hermit           |
| 父 Cyllene 1895 栗毛 イギリス                                                                                               | 父の母Arcadia 1887 栗毛 イギリス                                                                                            | Distant Shore | Lands End            |                  |
| 母 Mother Siegel 1897 鹿毛 イギリス                                                                                         | 母の父Friars Balsam 1885 栗毛 イギリス                                                                                      | Hermit | Newminster           | Newminster       |
| 母 Mother Siegel 1897 鹿毛 イギリス                                                                                         | 母の父Friars Balsam 1885 栗毛 イギリス                                                                                      | Hermit | Seclusion            |                  |
| 母 Mother Siegel 1897 鹿毛 イギリス                                                                                         | 母の父Friars Balsam 1885 栗毛 イギリス                                                                                      | Flower of Dorset | Breadalbane          | Breadalbane      |
| 母 Mother Siegel 1897 鹿毛 イギリス                                                                                         | 母の父Friars Balsam 1885 栗毛 イギリス                                                                                      | Flower of Dorset | Imperatrice          |                  |
| 母 Mother Siegel 1897 鹿毛 イギリス                                                                                         | 母の母Galopin Mare 1887 青鹿毛 イギリス                                                                                     | Galopin | Vedette              | Vedette          |
| 母 Mother Siegel 1897 鹿毛 イギリス                                                                                         | 母の母Galopin Mare 1887 青鹿毛 イギリス                                                                                     | Galopin | Flying Duchess       |                  |
| 母 Mother Siegel 1897 鹿毛 イギリス                                                                                         | 母の母Galopin Mare 1887 青鹿毛 イギリス                                                                                     | Mother Superior | Sterling             | Sterling         |
| 母 Mother Siegel 1897 鹿毛 イギリス                                                                                         | 母の母Galopin Mare 1887 青鹿毛 イギリス                                                                                     | Mother Superior | Chanoinesse F-No.5-c |                  |